# Cyperus grossianus
Cyperus grossianus là loài thực vật có hoa trong họ Cói. Loài này được Pedersen mô tả khoa học đầu tiên năm 1972.